# Aeroporto de Negage
O Aeroporto de Negage (IATA: GXG, ICAO: FNNG) é um aeroporto situado na cidade de Negage, Província de Uíge, em Angola.
Além de aeroporto civil o local também é uma base aérea de Portugal.